# Thomas Noetzel
Thomas Noetzel (* 12. November 1957 in Münster; † 3. Februar 2022 in Stadtallendorf) war ein deutscher Politikphilosoph.

## Leben
Noetzel besuchte u. a. das Pascal-Gymnasium Münster. Nach seinem Abitur 1977 studierte Noetzel Politikwissenschaft, Soziologie, Neuere Geschichte, Wirtschafts- und Sozialgeschichte sowie Pädagogik an der Philipps-Universität Marburg. Seinen Abschluss 1983 erhielt er mit einer Diplomarbeit über die Sowjetunionpolitik der USA in der Ära Roosevelt.
Von 1984 an war er wissenschaftliche Hilfskraft, ab 1986 wissenschaftlicher Mitarbeiter am Institut für Politikwissenschaft der Philipps-Universität Marburg; 1989 wurde er bei Wilfried von Bredow zum Dr. phil. promoviert mit einer Dissertation zum Ost-West-Konflikt.
1991 wurde er als Wissenschaftlicher Assistent verbeamtet. 1998 habilitierte er sich mit einer Habilitationsschrift zur Legitimation politischer Herrschaft und vertrat die Hochschuldozentur für Politische Theorie der Gegenwart. Von 1999 bis 2001 war er Geschäftsführender Direktor des Instituts. Seit Juni 2002 war er Inhaber des Lehrstuhls für Politische Theorie und Ideengeschichte an der Philipps-Universität Marburg. 2010 übernahm er zudem die Leitung des Portals Ideengeschichte.
Er war seit Mai 2015 Mitglied der Stadtverordnetenversammlung in Stadtallendorf, Mitglied der SPD-Fraktion und Mitglied im Fachausschuss für öffentliche Sicherheit, Soziales und Kultur. Seit 2021 war er Mitglied im Netzwerk Wissenschaftsfreiheit.

## Auszeichnungen
- 2000: Karl-Jaspers-Förderpreis der Stiftung Niedersachsen durch die Universität Oldenburg

## Schriften (Auswahl)
- Die Revolution der Konservativen. England in der Ära Thatcher. Junius, Hamburg 1987, ISBN 3-88506-159-7.
- mit Horst Dieter Zahn (Hrsg.): Die Kunst des Möglichen. Neokonservatismus und industrielle Kultur. SP-Verlag, Marburg 1989, ISBN 3-924800-41-3.
- Die Faszination des Verrats. Eine Studie zur Dekadenz im Ost-West-Konflikt. Junius, Hamburg 1989, ISBN 3-88506-167-8.
- mit Wilfried von Bredow: Befreite Sexualität? Streifzüge durch die Sittengeschichte seit der Aufklärung. Junius, Hamburg 1990, ISBN 3-88506-175-9.
- mit Wilfried von Bredow: Politische Theorie für das 19. Jahrhundert. Daedalus-Verlag, Münster 1991 ff.

- Teil 1: Lehren des Abgrunds. 1991, ISBN 3-89126-041-5.
- Teil 2: Luftbrücken. 1993, ISBN 3-89126-048-2.
- Teil 3: Zombies. 1996, ISBN 3-89126-056-3.

- mit Jochen Führer (Verf./Zsgest.): Die SPD in Hessen 1945–1995. Eine Bilddokumentation. Schüren, Marburg 1996, ISBN 3-89472-905-8.
- Authentizität als politisches Problem. Ein Beitrag zur Theoriegeschichte der Legitimation politischer Ordnung (= Politische Ideen. Bd. 9). Akademie-Verlag, Berlin 1999, ISBN 3-05-003346-0.
- Geschichte Irlands. Vom Erstarken der englischen Herrschaft bis heute. Wissenschaftliche Buchgesellschaft, Darmstadt 2003.
- mit Thomas Jäger, Gerhard Kümmel, Marika Lerch (Hrsg.): Sicherheit und Freiheit. Außenpolitische, innenpolitische und ideengeschichtliche Perspektiven. Festschrift für Wilfried von Bredow (= Forum innere Führung. Bd. 22). Nomos, Baden-Baden 2004, ISBN 3-8329-0443-3.
- mit Thomas Krumm: Das Regierungssystem Großbritanniens. Eine Einführung (= Lehr- und Handbücher der Politikwissenschaft). Oldenbourg, München u. a. 2006, ISBN 978-3-486-58062-4.
- mit Wilfried von Bredow: Politische Urteilskraft. VS Verlag für Sozialwissenschaften, Wiesbaden 2009, ISBN 978-3-531-15978-2.